# Timarcha cornuta
Timarcha cornuta es una especie de insecto coleóptero de la familia Chrysomelidae.
Fue descrita científicamente en 1944 por Bechyné.